# Nowe życie (Ira)
Nowe życie – ballada rockowa pochodząca z albumu Mój dom. Kompozycja została zamieszczona na dziewiątej pozycji na krążku, jest szóstym co do najdłuższych utworów zawartych na płycie.
Tekst utworu początkowo opowiada o trudach ludzkiego życia, o nieustającej walce, strachu, o nieudanie dokonanych przez nas zmianach. Druga zwrotka opowiada już o „nowym życiu”, gdzie wszystko się zmienia, gdzie nie ma już zła, lecz trwa wieczne szczęście, oraz wieczna wygrana.
Kompozytorem utworu jest gitarzysta Kuba Płucisz, tekst do utworu wspólnie napisali wokalista Artur Gadowski oraz gitarzysta Piotr Łukaszewski.
W tym utworze zespół wyraźnie spuścił z tonu, wprowadza nas w nastrój melancholii, piosenka ma łagodne rockowe brzmienie, przeplatane melodyjną i łagodną solówką gitarową w wykonaniu Łukaszewskiego.
Utwór był dość często grany podczas trasy promującej płytę w 1992 roku. Nie znalazł się natomiast na żadnej z koncertowych płyt grupy.
Od momentu reaktywacji zespołu, utwór nie jest w ogóle grany na koncertach.

## Twórcy
IRA
- Artur Gadowski – śpiew, chór
- Wojtek Owczarek – perkusja
- Piotr Sujka – gitara basowa, chór
- Kuba Płucisz – gitara akustyczna
- Piotr Łukaszewski – gitara solowa

Produkcja
- Nagrywany oraz miksowany: Kwiecień 1991 roku w Studio S-4 w Warszawie
- Producent muzyczny: Leszek Kamiński, IRA
- Realizator nagrań: Leszek Kamiński
- Aranżacja: Kuba Płucisz
- Tekst piosenki: Artur Gadowski / Piotr Łukaszewski
- Sponsor zespołu: Firma Kontakt z Radomia
- Wytwórnia: Kontakt

## Notowania
| Pozycja | 48 | 45 | 21 | 7 | 15 | 15 | 23 | 16 | 13 | 24 |

- Utwór znajdował się na liście od 5 lutego, do 12 kwietnia 1993 roku. Łącznie na liście znajdował się przez 10 tygodni.